# Anne Dejean-Assémat
Anne Dejean-Assémat (née le 6 janvier 1957) est une biologiste moléculaire française membre de l'Académie des Sciences.
Ses recherches les plus renommées portent sur l'étude des mécanismes moléculaires et cellulaires à l’origine des cancers humains. Directrice de recherche à l'Inserm et professeur à l'Institut Pasteur, elle dirige l'Unité "Organisation Nucléaire et Oncogenèse" /Inserm U993 à l’Institut Pasteur.

## Biographie
Anne Dejean-Assémat, née à Cholet, obtient une maîtrise es Sciences à l' Université Pierre et Marie Curie en 1980, elle rejoint alors le laboratoire du Professeur Pierre Tiollais à l'Institut Pasteur, pour y préparer une thèse de 3e cycle qu'elle soutient en 1983 puis une thèse d'État sur le rôle des séquences intégrées du virus de l'hépatite B dans le carcinome hépatocellulaire, soutenue en 1988. Elle est directrice de recherche de classe exceptionnelle à l' Institut national de la santé et de la recherche médicale depuis 2009 et professeure à l' Institut Pasteur depuis 2010. Elle y dirige l'Unité Organisation Nucléaire et Oncogénèse depuis 2003. Membre de l’EMBO, de l'Académie des Sciences dans la section biologie humaine et science médicale et de l’Académie Américaine des Arts et des Sciences, elle est également lauréate du Prix L'Oréal-Unesco pour les femmes et la science en 2010, du Grand Prix Inserm en 2014 et du Prix Sjöberg en 2018.

## Contributions scientifiques
Anne Dejean-Assémat est connue pour ses travaux sur les mécanismes génétiques, épigénétiques et cellulaires responsables du développement des tumeurs malignes chez l'homme. Elle a découvert que les gènes codant les récepteurs de l'acide rétinoïque (RAR), la forme active de la vitamine A, sont mutés dans le cancer du foie ainsi que dans certaines formes de leucémies et a élucidé les mécanismes moléculaires et cellulaires responsables de la guérison de ces leucémies. Ses recherches ont permis d'ouvrir de nouvelles voies à des approches thérapeutiques ciblées dans le traitement du cancer.
Elle a, tout d'abord, découvert que le virus de l'hépatite B, en insérant son génome dans celui de la cellule hépatique, peut altérer un gène humain voisin et jouer un rôle direct dans le développement du cancer du foie. Elle et son équipe ont ainsi identifié le gène RARb au site même d’une intégration du virus de l'hépatite B ainsi que le premier élément de réponse à l’acide rétinoïque. Avec Hugues de Thé, elle a découvert l'oncoprotéine PML-RARa comme étant le défaut génétique responsable de la leucémie aigüe promyélocytaire (LAP) et a clarifié ses propriétés oncogéniques,.
Anne Dejean-Assémat et son équipe ont par la suite élucidé les mécanismes impliqués dans la guérison de cette leucémie par l'acide rétinoïque et l'arsenic, un traitement développé en Chine et qui demeure le traitement ciblé du cancer le plus efficace décrit jusqu’à présent. Elle a démontré que des doses thérapeutiques d’acide rétinoïque corrige la réponse moléculaire déficiente dans les cellules leucémiques. Elle a par ailleurs découvert que des organites nucléaires particuliers, les Corps Nucléaires PML, sont désintégrés dans ces cellules leucémiques et que l’acide rétinoïque et l’arsenic corrigent ce défaut cellulaire. Par la suite, elle a démontré que l’arsenic induit la modification post-traductionnelle de PML-RARa par la petite protéine SUMO  ainsi que la dégradation de cette oncoprotéine.
Ses travaux ont également contribué à l’émergence de nouveaux concepts dans le domaine de la SUMOylation en révélant un rôle majeur jusqu’alors ignoré de la voie SUMO dans la régulation épigénétique de l’expression des gènes, notamment dans la répression de l’immunité innée et le maintien de l’identité cellulaire. Ces recherches ont ouvert de nouvelles perspectives dans les domaines de la médecine régénérative et le traitement du cancer par modulation pharmacologique des niveaux de SUMOylation.
Des cas de manipulations d’images ont été mis en évidence dans des articles de recherche publiés dans le laboratoire d'Anne Dejean-Assémat et 3 articles ont été rétractés. En 2019, une enquête pour soupçons de fraude scientifique a été conduite par l’Institut Pasteur, l’Inserm et le CNRS. Les conclusions indiquent qu’un chercheur permanent du laboratoire, qui a quitté l’Institut Pasteur en 2021, s’est livré à des pratiques frauduleuses.

## Distinctions
Anne Dejean-Assémat a exercé des fonctions dans de nombreuses instances scientifiques, notamment au Conseil Scientifique et comme présidente de la section Génétique, Développement et Cancer au sein de l'Inserm (2008-2012). Elle a reçu le prix Mergier-Bourdeix de l’Académie des Sciences (1997), Rosen de la Fondation pour la recherche médicale (FRM) (1998), Mitjaville de l’Académie Nationale de Médecine (1999), Gagna and Van Heck (2003), Léopold Griffuel de l’Association de recherche en cancérologie (ARC) (2010), L'Oréal-Unesco pour les femmes et la science (2010), Duquesne de la Ligue nationale contre le cancer (LNCC) (2014), le Grand Prix de l'Inserm ainsi que le prix Sjöberg de l’Académie royale des sciences de Suède (2018). Elle a obtenu deux Advanced Grants de l’ERC, en 2011 et 2018, et a été nommée officier dans l'ordre national du Mérite, 2012 et dans l’ordre national de la Légion d’honneur, 2016 .
Anne Dejean-Assémat est membre de l’European Molecular Biology Organisation (EMBO) (1995), l’Académie des Sciences (2004), l’Academia Europaea (2005), l’European Academy of Cancer Sciences (2011) et de l’Académie Américaine des Arts et des Sciences (2020).